# لغز المنبهات السبعة
لغز المنبهات السبعة (بالإنجليزية: The Seven Dials Mystery) هي رواية من إنشاء وتأليف الكاتبة أجاثا كريستي وقد نُشِرَت لأول مرة في 24 يناير 1929
تسترجع كريستي في هذه الرواية الشخصيات من رواية سابقة، سر جريمة تشيمنيز: السيدة إيلين (باندل) برنت، اللورد كاتيرهام، بيل إيفرسلي، جورج لوماكس، تريدويل، والمشرف باتل.
تلقت الرواية تقييمات نقدية سلبية في الغالب. لاحظ أحد النقاد حدوث تغيير في الأسلوب («أقل جودة من ناحية الأسلوب») لكنه شعر أن الرواية «تحافظ على سمعة المؤلف في الإبداع». أُصيبت أخرى بخيبة أمل كبيرة من التغيير في الأسلوب عن بعض رواياتها السابقة، قائلة إنها «هجرت الإجراء المنهجي للتحقيق في جريمة واحدة ومحددة لرومانسية المؤامرة العالمية والمحتالين الدوليين». شعر آخر أن القصة بدأت بشكل جيد، لكنها جلبت انتقادات حادة للمؤلفة لأنها «تجنبت بعناية ترك أي أدلة تشير إلى المجرم الحقيقي. والأسوأ من ذلك، أن الحل في حد ذاته منافٍ للعقل تمامًا». في عام 1990، اعتبر أن للرواية نفس شخصيات وأطراف رواية سر جريمة تشيمنيز «ولكن دون الحماسة والجرأة نفسها».

## ملخص الحبكة
في الأيام الأخيرة من استئجار عقار تشيمنيز، يستضف السير أوزوالد والسيدة كوت حفلًا يضم جيري ويد، وجيمي ثيسيغر، وروني ديفيرو، وبيل إيفرسلي وروبرت «بونغو» بيتمان، سكرتير السير أوزوالد. يكون لدى جيري ويد عادة سيئة من النوم لفترات طويلة. يخطط الآخرون للقيام بمزحة على جيرالد بوضع ثماني ساعات بمنبه في غرفته، وتوقيتها لتنطلق خلال فترات متتالية في صباح اليوم التالي. تُسمع المنبهات ولكن لا يستيقظ ويد. يجده الخادم ميتًا في سريره، مع وجود كلورال على منضدته، ويكون هذا حدثًا مروعًا. ينقل جيمي ثيسيغر وروني ديفيرو الخبر إلى لورين ويد أخت جيري غير الشقيقة. يلاحظ جيمي في تشيمنيز وجود سبع منبهات؛ أي أن أحدها مفقود. يجدوه لاحقًا في السياج.
يرجع اللورد كترهام وابنته السيدة إيلين «باندل» برنت إلى تشيمنيز. يقر الطبيب الشرعي أن  وفاة جيري هي وفاة عرضية. تدهش باندل، صديقة بيل إيفرسلي، بهذا. إذ مات جيري ويد في غرفتها. ووجدت رسالة غير مكتملة من جيري إلى لورين مؤرخة في اليوم السابق لوفاته. يطلب من لورين أن تنسى عمله في المنبهات السبعة. تذهب باندل إلى لندن لرؤية بيل. وفي الطريق، يخرج رجل من السياج إلى الطريق. تتجنبه باندل لكنه ينهار بكل الأحوال، ويتمتم حول «المنبهات السبعة...» و«أخبري... جيمي ثيسيغر». ويموت الرجل. تضع باندل جسده في السيارة وتأخذه إلى طبيب الذي يخبرها أن الرجل لم تدهسه سيارة، وإنما تعرض لطلق ناري. يكون هذا الرجل روني ديفيرو. تعود باندل إلى المنزل وتُخبر والدها عمّا حدث، ويخبرها أن جورج لوماكس تلقى رسالة تحذير مكتوبة تحت ترويسة المنبهات السبعة.
تصل باندل في اليوم التالي إلى لندن وتحصل على عنوان جيمي من بيل. وتروي للورين ويد وجيمي عن وفاة روني. هل كان موت جيري جريمة قتل؟ تخبر باندل الأخرين عن رسالة التحذير التي تلقاها جورج لوماكس. يستضيف لوماكس حفلة منزلية في الأسبوع التالي في منزله في ويفرن آبي؛ ويدعو جيمي وباندل نفسيهما.
تزور باندل المشرف باتل في سكوتلاند يارد؛ ويلمح لها أن بيل يعرف شيئًا عن المنبهات السبعة. وفقًا لبيل، فإن المنبهات السبعة ملهى ليلي مشبوه ووكر للقمار، تصر باندل على أنه يأخذها إلى هناك. في النادي، تتعرف باندل على البواب بأنه خادم من تشيمنيز. تعود باندل إلى نادي المنبهات السبعة وتستجوب الخادم ألفريد. يخبرها أنه ترك تشيمنيز مقابل أجر أعلى بكثير عرضه عليه موزغوروفسكي، مالك الملهى. علاوةً على ذلك، أرسل موزغوروفسكي بديلاً عن ألفريد إلى تشيمنيز، وهو جون باور. يأخذها ألفريد إلى غرفة سرية تحتوي طاولة وسبعة كراسي. تختبئ في خزانة في الغرفة وتشهد لقاء. يرتدي المجتمعون أقنعة تحتوي على ثقوب أمام العين وعلى وجوه الساعة على أغطية الوجه، تظهر كل ساعة وقتًا مختلفًا. تكون هناك امرأة لديها شامة على كتفها المكشوف. يتحدثون عن الرقم سبعة الغائب دائمًا، وعن حفلة لوماكس في ويفرن آبي، إذ سيحضر إبرهارد مع اختراع قيم. ينتهى الاجتماع، ويطلق ألفريد سراح باندل من مكان المشاهدة.